# مکرو
مکرو (انگلیسی: Makro) شرکت خرده‌فروشی هلندی است، که در سال ۱۹۶۸ تأسیس شد.